# Gunjevac
Gunjevac (en serbe cyrillique : Гуњевац) est un village de Serbie situé dans la municipalité d’Ub, district de Kolubara. Au recensement de 2011, il comptait 516 habitants.

## Démographie
| 1948 | 1953 | 1961 | 1971 | 1981 | 1991 | 2002 | 2011 |
| ---- | ---- | ---- | ---- | ---- | ---- | ---- | ---- |
| 379  | 410  | 463  | 419  | 422  | 427  | 497  | 516  |

|  |